# The Remix
A The Remix Lady Gaga amerikai énekesnő remixeket tartalmazó válogatásalbuma, mely 2010. március 3-án jelent meg Japánban. A The Fame és a The Fame Monster albumokról válogatott dalok remixeit tartalmazza. 2010. májusától fogva már a világ többi részén is kapható egy módosított változat. Olyan neves előadók remixei hallhatóak az albumon, mint például a Pet Shop Boys, a Passion Pit vagy a The Sound of Arrows.
Az album pozitív fogadtatásban részesült a kritikusok által, akik azonban megjegyezték, hogy Gaga talán csak még egy bőrt akar lehúzni a The Fame és a The Fame Monster dalairól ezzel a válogatásalbummal. Sikerült a The Remix-nek az első helyet megszereznie Görögországban, míg a legjobb 10 közé került többek között az Egyesült Államokban, az Egyesült Királyságban, Japánban, Kanadában és Belgiumban. Japánban aranylemez minősítést ért el. Világszerte több mint 500.000 példányt adtak el a lemezből.

## Háttér
2010. április 15-én, a The Guardian brit napilap arról írt, hogy számos előadó dolgozik Lady Gaga készülőben lévő remixalbumán, a The Remixen, köztük a Pet Shop Boys, a Passion Pit, és Marilyn Manson. Valójában az albumra kerülő dalok már korábban kiadásra kerültek a kislemezkiadásokkal együtt. A The Remix eredetileg Japánban jelent meg, 2010. március 3-án, és tizenhat Lady Gaga-számokból készült remixet tartalmazott. Az album módosított verziója 2010. május 3-án jelent meg, rajta tizenhét remix-szel. Manson a LoveGame Chew Fu remixében, a Passion Pit a Telephone egy remixében, míg a Pet Shop Boys a remixelt Eh, Eh (Nothing Else I Can Say) számban működött közre. A további, remixekben közreműködő előadók között találjuk az Alphabeatet, a Frankmusikot, és Stuart Price-t.
- LoveGame (Chew Fu Ghettohouse Fix)Részlet a Marilyn Manson-nal készített LoveGame remixből.
- Alejandro (The Sound of Arrows Remix)Részlet az Alejandro remixéből.

Nem tudod lejátszani a fájlt?
Az Egyesült Királyságban 2010. május 10-én jelent meg az album a világ többi részén kapható változattól eltérő borítóval, melyen Gaga rózsaszín parókában szerepel. Az Egyesült Államokban 2010. augusztus 3-án, szintén ezzel a borítóval, és kevesebb számot tartalmazó verzióban jelent meg.  A többi országban kiadott The Remix borítóján egy szinte meztelen Gagát láthatunk, akinek testét vágások, és különböző feliratok borítják.

## Kompozíció
Chuck Campbell a California Chronicle napilaptól úgy érezte, „a nehézség a producerek számára a The Remix készítésekor az volt, hogy beleépítsék saját zenei stílusukat úgy hogy közben valami újat vigyenek a zenébe.” Stuart Price a Paparazzi egy elektronikus változatát készítette el remixével, változtatva a dal eredeti, közepes tempóján is, illetve új vokál részek is kerültek a dalba, ahogy azt Nicki Escuerdo a Phoenix News Times-tól írta. A Poker Face "LLG vs GLG Radio Mix" nevű verziójában egy számítógéppel generált dallam kíséri a jól ismert "mum-mum-mum-mah" szövegrészt. Szintén Campbell azt írta értékelésében, a Dance in the Dark remixe „extra szexuális vonzerőt tölt” a számba.  Richard Vission Just Dance remixe egészen új ritmust ad az eredeti számnak, FrankMusic Eh, Eh remixe pedig gyorsabb tempójúvá teszi a dalt és Gaga énekhangját is megváltoztatja. A Telephone Passion Pit remixét szintetizátor-használat és erős ütések jellemzik. A Sound of Arrows által készített Alejandro-remixben a dal sötét tónusa elhalványul, és egy nyárias szám válik belőle. A Bad Romance Starsmith-remixe egy teljes mértékben dance változatot ad a dalnak. Escuardo szerint a LoveGame Marilyn Mansonnal közösen készített remixe megváltoztatta a szám kompozícióját, „az eredetileg ártatlan és mókás dalnak már-már démoni hangzást adva, és elképesztő hallani ahogy a goth rocker összeállt egy popsztárral.”

## Fogadtatás
| Kritikák             | Kritikák  |
| Forrás               | Értékelés |
| -------------------- | --------- |
| AllMusic             | [ 10 ]    |
| Billboard            | kedvező   |
| Bloomberg Television | [ 12 ]    |
| Daily Express        | [ 13 ]    |
| Digital Spy          | [ 14 ]    |
| Entertainment Weekly | (B–)      |
| The Globe and Mail   | pozitív   |
| Phoenix New Times    | pozitív   |
| PopMatters           | 3/10      |
| Rolling Stone        | [ 18 ]    |

Az album vegyes fogadtatásban részesült. A kritikusok értékeléseit összegző Metacritic 100-ból 50 pontos osztályzatot adott neki, amely eltérő és átlagos értékeléseket sugall.
Simon Cage a Daily Express-től három csillagos osztályzatot adott az albumnak az ötből, akinek bár tetszettek az albumon található remixek, megjegyezte, hogy "Lady Gaga igazi tehetsége hogy ugyanazt az albumot újra és újra el tudja adni", utalva a The Fame Monsterre, amelynek "deluxe" verziója egy bónuszlemezen tartalmazta a teljes első albumot, a The Fame-et is. J. D. Considine, a The Globe and Mail kritikusa a Poker Face zongorán előadott verzióját emelte ki - amely egyébként már a The Cherrytree Sessions középlemezen is megjelent - és azt mondta, "ez a legötletesebb dal ezen a remixlemezen [...], bár ez nem is remix, de egy olyan verziója a Poker Face-nek, amely kihozza Gagából a benne rejlő Elton Johnt." A számot egyenesen briliánsnak nevezte. Mikael Wood, az Entertainment Weekly írója ezt írta a lemezről: „ez egy bevételnövelő [album], de olyan, amely ügyesen emlékeztet rá, mennyit tett Gaga azért, hogy visszatolja az amerikai popot a táncparkettre.” A Starsmith „retrós, 80-as éveket idéző” Bad Romance remixét és Stuart Price Paparazzi remixét nevezte a legjobbaknak. Stuart Henderson a Popmatters-től meglehetősen lesújtó véleménnyel írt a The Remix-ről: „Ha szereted ezeket a dalokat, és más, kevésbé jó hangzásban akarod őket hallani, ez a lemez neked való. Ha nem, akkor amit hallani fogsz, az egy zavaros kollekciója olyan daloknak amelyeket eredetileg sem igazán élveztél [...].”
Robert Copsey, a Digital Spy kritikusa azt írta, a The Remix ugyanazt csinálja Gaga dalaival, mint a Haus of Gaga nevű kreatív csapat az énekesnő megjelenésével: igyekszik felfrissíteni. Stephen Thomas Erlewine, az AllMusic kritikusa három csillagot adott az albumnak a lehetséges ötből, és a Pet Shop Boys-zal, illetve a Space Cowboy-jal készített remixeket nevezte kiemelkedőnek." Mark Beech, a Bloomberg Television-től ezt mondta: „Jelen korunk Madonnája, Lady Gaga debütáló albumának egy újabb változatával állt elő... A jól ismert dalok, melyeket már az unalomig való túljátszás réme fenyeget, most újra ragyogni tudnak többek között a Pet Shop Boysnak és Madonna producerének, Stuart Pricenak köszönhetően.” Nicki Escudero, a Phoenix New Times írója pozitív értékelést adott az albumnak. „A The Remix egy remek CD edzéshez, elsöprő energiája pedig elég ahhoz hogy kedvet csináljon egy éjszakára a klubokban.” - írta. A Marilyn Mansonnal közösen készített LoveGame remixet nevezte az album fénypontjának. Caryn Ganz, a Rolling Stone írója ezzel szemben fölöslegesnek találta Manson vokálbetétjét a dalban. Ő többek között a The Fame-remixet, illetve a Telephone Passion Pit-remixét említette kiemelkedő munkákként. Monica Herrera a Billboard-tól pozitív véleménnyel írt az albumról: „Gaga több mint tehetséges producerek sorát alkalmazta, hogy az eredetileg is táncra született sikerdalait a The Fame és The Fame Monster albumairól még táncolhatóbbá tegye.”

## Számlista

### Nemzetközi változat
| 1.  | Just Dance (Richard Vission Remix)                                            | 6:13 |
| 2.  | Poker Face (LLG vs. GLG Radio Mix)                                            | 4:02 |
| 3.  | LoveGame (Chew Fu Ghettohouse Fix) (közreműködött Marilyn Manson)             | 5:20 |
| 4.  | Eh, Eh (Nothing Else I Can Say) (FrankMusik "Cut Snare Edit" Remix)           | 4:03 |
| 5.  | Paparazzi (Stuart Price Remix)                                                | 3:19 |
| 6.  | Boys Boys Boys (Manhattan Clique Remix)                                       | 6:35 |
| 7.  | The Fame (Glam as You Remix Radio Edit by Guéna LG)                           | 3:57 |
| 8.  | Bad Romance (Starsmith Remix)                                                 | 4:56 |
| 9.  | Telephone (Passion Pit Remix)                                                 | 5:12 |
| 10. | Alejandro (The Sound of Arrows Remix)                                         | 3:57 |
| 11. | Dance in the Dark (Monarchy 'Stylites' Remix)                                 | 6:09 |
| 12. | Just Dance (Deewaan Remix) (közreműködött Ashking, Wedis, Lush & Young Thoro) | 4:16 |
| 13. | LoveGame (Robots to Mars Remix)                                               | 3:12 |
| 14. | Eh, Eh (Nothing Else I Can Say) (Pet Shop Boys Radio Remix)                   | 2:49 |
| 15. | Poker Face (zongorán előadott verzió - élő)                                   | 3:38 |
| 16. | Bad Romance (Grum Remix)                                                      | 4:53 |
| 17. | Telephone (Alphabeat Remix Edit)                                              | 4:48 |

### Eredeti, japán verzió
| 1.  | Just Dance (Space Cowboy Remix)                                          | 5:02 |
| 2.  | Just Dance (RedOne Remix)                                                | 4:20 |
| 3.  | Poker Face (Space Cowboy Remix)                                          | 4:55 |
| 4.  | Poker Face (LLG Vs GLG Radio Mix)                                        | 4:03 |
| 5.  | Eh, Eh (Nothing Else I Can Say) (elektronikus zongora és szájdob verzió) | 3:04 |
| 6.  | Eh, Eh (Nothing Else I Can Say) (Pet Shop Boys Radio Remix)              | 2:50 |
| 7.  | LoveGame (Space Cowboy Remix)                                            | 3:21 |
| 8.  | LoveGame (Chew Fu Ghettohouse Fix) (közreműködött Marilyn Manson)        | 5:21 |
| 9.  | Paparazzi (Yuksek Remix)                                                 | 4:48 |
| 10. | Paparazzi (Stuart Price Remix)                                           | 3:20 |
| 11. | Bad Romance (Skrillex Radio Mix)                                         | 4:24 |
| 12. | Bad Romance (Starsmith Remix)                                            | 4:57 |
| 13. | Bad Romance (Kaskade Main Remix)                                         | 4:22 |
| 14. | Telephone (Alphabeat Remix Edit)                                         | 4:50 |
| 15. | Telephone (Passion Pit Remix)                                            | 5:14 |
| 16. | Telephone (Crookers Vocal Mix)                                           | 4:50 |

### Egyesült Államokbeli változat
| 1.  | Just Dance (Richard Vission Remix)                                  | 6:13 |
| 2.  | Poker Face (LLG vs. GLG Radio Mix)                                  | 4:02 |
| 3.  | LoveGame (Chew Fu Ghettohouse Fix) (közreműködött Marilyn Manson)   | 5:20 |
| 4.  | Eh, Eh (Nothing Else I Can Say) (FrankMusik "Cut Snare Edit" Remix) | 4:03 |
| 5.  | Paparazzi (Stuart Price Remix)                                      | 3:19 |
| 6.  | The Fame (Glam As You Remix Radio Edit By Guéna LG)                 | 3:57 |
| 7.  | Bad Romance (Starsmith Remix)                                       | 4:56 |
| 8.  | Telephone (Passion Pit Remix)                                       | 5:12 |
| 9.  | Alejandro (The Sound of Arrows Remix)                               | 3:57 |
| 10. | Dance in the Dark (Monarchy 'Stylites' Remix)                       | 6:09 |

## Albumlistás helyezések és minősítések
Japánban az Oricon albumlista kilencedik helyén debütált a The Remix. 2010. május 17-én a hetedik helyre lépett, és elérte az aranylemez státuszt. Az album az ausztráliai, belgiumi, holland, és új-zélandi lemezeladási listákra is felkerült. A kanadai listán az ötödik helyen debütált 2010. május 22-én. Az Egyesült Királyságban harmadik helyen nyitott 2010. május 16-án. Ezen kívül a 7. helyen szerepelt a Billboard Európai Top 100 albumlistáján. Az album világszerte több mint 500.000 példányban került eladásra. Az Egyesült Államokban a Billboard 200 albumlistáján a 6. helyen debütált a The Remix 2010. augusztus 21-én, közel 39.000 darabot adtak el ezen a héten a lemezből. Lady Gagának ez már a harmadik a legjobb 10 között való debütálása volt a Billboard 200-on. Szintén ezen a héten az első helyen nyitott a Billboard Dance/Elektronikus albumlistáján; ez az énekesnő számára már a harmadik első helyen való debütálás volt a listán. Ezen a héten egyébként a The Fame állt a 2., a The Fame Monster pedig a 3. helyen. A Billboard 200 menedzsere, Keith Caulfield elmondta, hogy Gaga az első előadó, aki a lista 9 éves történetében az első három helyet egyszerre el tudta foglalni.
| Albumlista (2010)                 | Legjobb helyezés |
| --------------------------------- | ---------------- |
| Ausztrál albumlista               | 12               |
| Belga albumlista (Flandria)       | 3                |
| Belga albumlista (Vallónia)       | 6                |
| Brazil albumlista                 | 10               |
| Brit albumlista                   | 3                |
| Cseh albumlista                   | 7                |
| Európai Top 100 albumlista        | 7                |
| Finn albumlista                   | 17               |
| Francia albumlista                | 19               |
| Görög albumlista                  | 1                |
| Holland albumlista                | 36               |
| Ír albumlista                     | 10               |
| Japán albumlista                  | 7                |
| Kanadai albumlista                | 5                |
| Lengyel albumlista                | 13               |
| Magyar albumlista                 | 29               |
| Mexikói albumlista                | 5                |
| Olasz albumlista                  | 22               |
| Orosz albumlista                  | 11               |
| Spanyol albumlista                | 14               |
| Svéd albumlista                   | 40               |
| Új-Zélandi albumlista             | 9                |
| USA Billboard 200 albumlista      | 6                |
| USA Dance/Elektronikus albumlista | 1                |

| Ország             | Minősítés  | Eladás   |
| ------------------ | ---------- | -------- |
| Brazília           | Aranylemez | 40,000+  |
| Egyesült Királyság | Aranylemez | 166,440+ |
| Egyesült Államok   |            | 313,000+ |
| Japán              | Aranylemez | 100,000+ |
| Oroszország        | Aranylemez | 5,000+   |

### Első helyezések
| Előző Gogol Bordello - Trans-Continental Hustle | Görög albumlista első helyezettje 2010. május 17. - 2010. május 23.                          | Következő AC/DC - Iron Man 2   |
| Előző Lady Gaga - The Fame                      | USA Dance/Elektronikus albumlista első helyezettje 2010. augusztus 21. - 2010. augusztus 27. | Következő Lady Gaga - The Fame |

## Megjelenések
| Régió              | Dátum              | Formátum                          | Kiadó                                        |
| ------------------ | ------------------ | --------------------------------- | -------------------------------------------- |
| Japán              | 2010. március 3.   | CD, digitális letöltés            | Universal Music                              |
| Mexikó             | 2010. április 27.  | CD, digitális letöltés            | Universal Music                              |
| Mexikó             | 2010. május 4.     | CD, digitális letöltés            | Universal Music                              |
| Ausztrália         | 2010. április 30.  | CD, digitális letöltés            | Universal Music                              |
| Lengyelország      | 2010. április 30.  | CD, digitális letöltés            | Universal Music                              |
| Magyarország       | 2010. május 3.     | CD, digitális letöltés            | Universal Music                              |
| Kanada             | 2010. május 4.     | CD, digitális letöltés            | Universal Music                              |
| Kolumbia           | 2010. május 4.     | CD, digitális letöltés            | Universal Music                              |
| Olaszország        | 2010. május 4.     | CD, digitális letöltés            | Universal Music                              |
| Brazília           | 2010. május 4.     | CD, digitális letöltés            | Universal Music                              |
| Németország        | 2010. május 7.     | CD, digitális letöltés            | Universal Music                              |
| Egyesült Királyság | 2010. május 10.    | CD, digitális letöltés            | Polydor                                      |
| Egyesült Államok   | 2010. augusztus 3. | CD, hanglemez, digitális letöltés | Streamline, Kon Live, Cherrytree, Interscope |

## Lásd még
- A legnagyobb példányszámban elkelt remixalbumok listája

## Fordítás
- Ez a szócikk részben vagy egészben  a   The Remix (album) című angol Wikipédia-szócikk fordításán alapul.  Az eredeti cikk szerkesztőit annak laptörténete sorolja fel. Ez a jelzés csupán a megfogalmazás eredetét és a szerzői jogokat jelzi, nem szolgál a cikkben szereplő információk forrásmegjelöléseként.